# 成兆才
成兆才（1874年12月20日—1929年3月8日），河北省唐山市滦南县扒齿港镇绳各庄村人，字捷三（又作洁三），艺名“东来顺”。中国近代剧作家，评剧创始人。幼时家境极为贫困，成为职业唱“莲花落”艺人。民国以后受新思潮影响，《聊斋》题材的经典名剧《花为媒》。五四运动后，以1918年直隶滦县（今滦南县）实际生活中的杨三姐为姐告状的故事为基础，创作了评剧《杨三姐告状》。
成兆才纪念馆是滦南县爱国主义教育基地，位于滦南县城南大街，由国家文化部、河北省、唐山市及滦南县四级政府共同投资兴建。纪念馆于1987年破土动工，1989年12月20日落成。2010年更名为中国评剧博物馆——成兆才纪念馆，并重新开馆。